# Архијерејско намесништво пчињско
Архијерејско намесништво Пчињско је једна од организационих јединица Српске православне цркве у Епархији врањској, са седиштем у Врању. Намесништво опслужује вернике из градског насеља Врање и Врањска Бања. У свом саставу има 57 сакрална објеката изграђених у периоду од 19 до 21. века. У последњих двадесет година цркве намесништва доведене су у функционално стање неопходно за Богослужење верујућег народа.

## Списак цркава
| Списак цркава и капела Архијерејског намесништва Пчињског у општини Врање |

1. Црква Свете Тројице у Врању
2. Црква Светог Јустина Философа и Светог Јустина Ћелијског у Врању
3. Црква Успења Пресвете Богородице у Врању
4. Црква Свете преподобномученице Параскеве у Врању
5. Црква Свете преподобне мати Параскеве у Врању
6. Црква Васкрсења Христовог у Врању
7. Црква Светог апостола и јеванђелисте Марка у Доњем Врању
8. Црква Покрова Пресвете Богородице у Врању
9. Капела Светог Атанасија Великог у Врању
10. Црква Свете Тројице у Врању
11. Црква Свете великомученице Марије Магдалене у Бресници
12. Црква Свете великомученице Марије Магдалене у Моштаници
13. Црква Рођења Пресвете Богородице у Гумеришту
14. Црква Светог Јована Богослова у Тесовишту
15. Црква Светог великомученика Георгија у Дреновцу
16. Црква Успења Пресвете Богородице у Сикирју
17. Црква Свете преподобне мати Параскеве у Смиљевићу
18. Црква Светог оца Николаја Мирликијског Чудотворца у Градњи
19. Црква Светог пророка Илије у селу Власе
20. Црква Светог великомученика Прокопија у Големом Селу
21. Капела Рођења Пресвете Богородице у Оштрој Глави
22. Црква Свете преподобне мати Параскеве у Стропској
23. Црква Рођења Пресвете Богородице у Дубници
24. Црква Светог пророка Илије у Честелину
25. Црква Светог великомученика Георгија у Миливојцу
26. Црква Светог великомученика Георгија у Доњем Нерадовцу
27. Црква Светих цара Константина и царице Јелене у Павловцу
28. Црква Светог Вазнесења Господњег у Катуну
29. Црква Рођења Пресвете Богородице у Горњем Вртогошу
30. Црква Светих апостола Петра и Павла у Доњем Вртогошу
31. Црква Светог великомученика Георгија у Давидовцу
32. Црква Светог архангела Гаврила у Миланову
33. Црква Светог великомученика Димитрија у Буштрању
34. Црква Светог пророка Илије у Русцу
35. Црква Светог великомученика Георгија у Горњем Пунушевцу
36. Црква Рођења Пресвете Богородице у Ратају
37. Црква Светог Преображења Господњег у Преображењу
38. Црква Светог архангела Гаврила у Доњем Требешињу
39. Капела Светог архангела Гаврила у Горњем Требешињу
40. Црква Рођења Пресвете Богородице у Тибужду
41. Црква Свете преподобне мати Параскеве у Лукову
42. Црква Светог преподобног Прохора Пчињског у Златокопу
43. Црква Светог оца Николаја Мирликијског Чудотворца у Ћуковцу

| Списак цркава Архијерејског намесништва Пчињског у општини Врањска Бања |

1. Црква Светог пророка Илије у Врањској Бањи
2. Црква Светих апостола Петра и Павла у Топлацу
3. Црква Светог оца Николаја Мирликијског Чудотворца у Кумареву
4. Црква Успења Пресвете Богородице у Корбевцу
5. Црква Светих апостола Петра и Павла у Кривој Феји
6. Црква Светог Јована Крститеља у Првонеку
7. Црква Светог архангела Гаврила у Старом Глогу